# Radhanpur

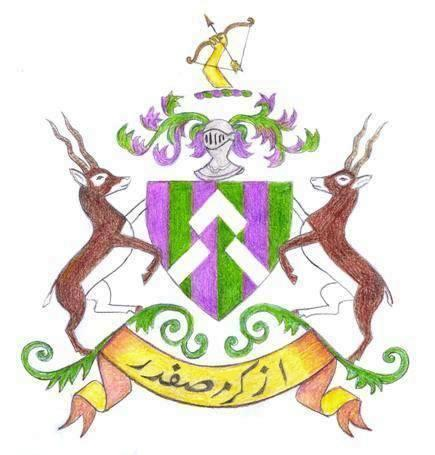
Escut de Radhanpur

Radhanpur fou un estat tributari protegit a l'agència de Palanpur després Agència dels Estats Occidentals. La superfície era de 2.958 km² i limitava al nord amb l'estat de Morvada i el de Tervada, a l'est amb Baroda i al sud el districte d'Ahmedabad i l'estat de Jhinjhuvada, i a l'oest l'estat de Varahi, vassall de Palanpur. El territori era pla i obert amb tres rius destacats nascuts al Mont Abu a la serralada de l'Aravalli, que desaiguaven al Petit Rann. Estava governat per una branca dels babis, una de les famílies principals del Gujarat des del temps dels mogols.
La població de l'estat era el 1901 de 61.548 persones (98.017 el 1891 abans de la fam de 1899-1900, i 91.579 el 1872, i 98.129 el 1881). La població el 1931 era de 70.530 habitants. Els hindús eren 50.000 i els musulmans 8.000. L'única ciutat era Radhanpur i hi havia 159 pobles. El nawab podia aplicar la pena capital. La força militar era el 1903 de 35 cavallers i 163 infants i la policia de 771 homes.
Es diu que inicialment fou un estat vaghela que s'anomenava Lunavada (pels vaghela lunajis de la barnca sardhara de la tribu) i que després fou tingut en feu dels sultans de Gujarat per Fateh Khan baloch i hauria rebut el nom de Radhanpur per Radhan Khan, un membre d'aquesta família. El primer membre de ka família Babi va entrar a l'Hindustan en companyia d'Humayun el 1555. Bahadur Khan Babi que fou nomenat sawjdar de Tharad en el regnat de Shah Jahan; el seu fill Sher Khan Babi, pels seus coneixements de la regió de Gujarat, fou enviat en suport del príncep Murad Bakhsh que exercia el govern de la província; el 1693 el seu fill Jafar Khan, per la seva habilitat i influència local, va ser nomenat fawjdari o nawab de Radhanpur, Sami, Munjpur i Tervada, amb el títol de Safdar Khan. El 1704 fou nomenat governador de Bijapur (a Gujarat), i el 1706 de Patan, rebent Radhanpur el 1708. Un dels seus fills, Khan Jahan, conegut també com a Khanji Khan, va rebre el títol de Jawan Mard Khan, i fou nomenat governador de Radhanpur, Patan, Vadnagar, Visalnagar, Bijapur, Kheralu, i altres llocs; el seu fill Kamal al-Din Khan, va usurpar el govern d'Ahmadabad a la mort d'Aurangzeb durant les incursions marathes. La família es va establir a Junagarh i Balasinor, i el fundador de la casa reial de Junagarh fou també el primer babi de Balasinor, Sher Khan Babi. El 1753 el peshwa Raghunath Rao i Damaji Rao Gaikwar es van presentar davant d'Ahmedabad i Kamal al-Din, després d'una defensa brillant, va haver de rendir-se però fou confirmat com a jagirdar de Radhanpur, Sami, Munjpur, Patan, Visalnagar, Vadnagar, Bijapur, Tharad i Kheralu i es va acordar que els marathes li donarien un lakh, un elefant i altres coses valuoses. No obstant Damaji Rao Gaikwar va arrabassar als seus successors tots els seus dominis excepte Radhanpur, Sami i Munjpur.
El 1813 Radhanpur, amb la mediació del capità Carnac, aleshores resident a Baroda, va fer un acord amb el Gaikwar i els britànics (16 de desembre de 1813), pel qual Baroda assolia les relacions exteriors de Radhanpur, aconsellats pels britànics que ajudarien contra una invasió exterior. Aquesta ajuda fou demanada el 1819 contra els khoses, una tribu depredadora del Sind. El coronel Barclay va anar contra els khoses i els va expulsar del Gujarat. El 1820 el major Miles va negociar un acord amb el nawab de Radhanpur pel qual aquest quedava obligat a no acollir a enemics dels britànics, a acompanyar a les forces britàniques amb les seves forces i a pagar un tribut proporcionat (el 18 de febrer de 1822 fou fixat per cinc anys en 17.000 rúpies) que després, el 1825, fou perdonat i ja no va tornar a ser exigit, tot i que l'acord de 1820 va restar en força en tots els altres aspectes. El nawab tenia dret a salutació d'11 canonades i gaudia de sanad autoritzant l'adopció.

## Llista de nawabs
- Jafar Khan 1708-1715
- Khan Jahan (Jawan Mard Khan I) 1715-1729
- Kamal al-Din Khan (Jawan Mard Khan II) 1729-1765
- Muhammad Nadjm al-Din Khan 1765-1787
- Ghazi al-Din Khan 1765-1813
- Kamal al-Din Khan 1813
- Sher Khan 1813-1825 (junt amb l'anterior del maig al novembre de 1813)
- Jorawar Khan 1825-1874
- Sardar Bibi Sahiba, rani regent 1825-1837
- Mohammad Bismillah Khan 1874 - 1895
- Mohammad Sher Khan II 1895 - 1910 (sota regència del 1895 al 1907)
- Mohammad Jalal ad-Din Khan 1910-1936
- Murtaza Khan Jorawar Khan 1936-1949